# Geografische naam
Een geografische naam is in de antroponymie een hoofdtype achternaam. Onder dit type achternaam verstaat men de namen die direct zijn afgeleid van plaatsen, zoals gebouwen dorpen en of steden, maar ook natuurlijke kenmerken zoals een bos of een heuvel.
Binnen de geografische namen onderscheidt men twee subgroepen. De herkomstnaam en de adresnaam. Het verschil tussen beide is dat ten tijde van het vastleggen van de achternaam een herkomstnaam een afkomst aanduidde, terwijl een adresnaam de huidige woonplaats beschreef. Herkomstnamen vallen vaak terug op landen of regio's, waar adresnamen waterlopen, bossen, plaatsen en herbergen beschrijven.
Een voorbeeld van een herkomstnaam is bijvoorbeeld De Vries. Een adresnaam is bijvoorbeeld Van den Berg of Van Leeuwen. De meest voorkomende geografische naam van Nederland is De Vries.
familienaam · voornaam · antroponymie